# Raúl Alcántara
Pour les articles homonymes, voir Alcantara.
Raúl Alcántara (né le 4 décembre 1992 à Barahona, République dominicaine) est un lanceur droitier de baseball.

## Carrière
Raúl Alcántara signe son premier contrat professionnel en juillet 2009 avec les Red Sox de Boston et joue en ligues mineures avec des clubs affiliés à l'équipe en 2010 et 2011. Le 28 décembre 2011, les Red Sox transfèrent Alcántara, le voltigeur Josh Reddick et le joueur de premier but des ligues mineures Miles Head aux Athletics d'Oakland en retour du lanceur de relève droitier Andrew Bailey et du voltigeur Ryan Sweeney. 
Raúl Alcántara fait ses débuts dans le baseball majeur le 5 septembre 2016 avec Oakland.